# 梅垣直治郎
梅垣 直治郎（うめがき なおじろう、安政3年11月21日（1856年12月18日）- 1923年9月1日）は、雷部屋に所属した元力士。九州相撲、京都相撲でも取っていたが、所属部屋は不明。

## 経歴
草相撲で培った多彩な技を武器に戦った。
本名は田中 直次郎。筑後国三潴郡（現在の福岡県大木町）出身。身長・体重ともに不明だが、小兵だったと伝わる。
当初は九州で大谷という四股名で相撲を取り、大関まで昇進。後に京都相撲でも大谷の名で相撲を取った。その後東上して、1886年1月初土俵（三段目格番附外）、1894年5月、37歳にして新十両（西二段目8枚目となり十両相当となった）。この場所は2勝2敗1分5休の成績だったが、場所後に黄疸を発症。結局関取となったのは、この場所限りに終わった。
病気がちで体が丈夫ではなかったが、やぐら投げ、小手投げ、とったりなどを得意とした。
1897年5月場所限りで引退。この時40歳だった。直ちに11代音羽山を襲名し、音羽山部屋を再興させたが、こちらでも関取を育てることなく終わった。そして、1923年9月1日に発生した関東大震災に遭い、妻や娘と共に死去した（死没地及び最期の様子は不明である）。満66歳没。尚、大相撲関係者では他に當り矢信太郎（第13代春日山）が、関東大震災の犠牲者となっている。2022年9月に100回忌が行われるまで、音羽山の名跡を継いだ親方衆やその家族が墓守をしてきた。
墓は豊島区の南蔵院にある。戒名は「音光院徳山直道居士」。

## 主な戦績
- 十両成績：2勝2敗1分5休

## 改名歴
- 大谷（九州・京都相撲時代）
- 梅垣（東京相撲）